# 4575 Broman
4575 Broman è un asteroide della fascia principale. Scoperto nel 1987, presenta un'orbita caratterizzata da un semiasse maggiore pari a 2,9998760 UA e da un'eccentricità di 0,0431987, inclinata di 10,89377° rispetto all'eclittica.
L'asteroide è dedicato all'astronomo statunitense Brian P. Roman.